# تويوتا كامري اكس في 30
تويوتا كامري اكس في 30 (بالإنجليزية: Toyota Camry )‏ هي سيارة من صناعة تويوتا أنتجت في 2001 وتوقف إنتاجها في 2006.